# Proteus (baktérium)
A Proteus egy baktériumnemzetség az Enterobacteriaceae családban. Mozgásra képesek, peritcrich flagellummal rendelkeznek. Gram-negatív pálcák. Szaprofiták, főleg talajlakók, de ritkán melegvérűek bélrendszerében is előfordulnak mint a normál bélflóra tagjai. Léteznek patogén törzseik is, melyek emésztőszervi tüneteket válthatnak ki. Telepeik viszonylag könnyen felismerhetőek a baktérium periodikus, ún. rajzó mozgása miatt, melynek hatására koncentrikus gyűrűk jönnek létre.

## Ismertebb fajaik
- P. vulgaris
- P. mirabilis
- P. myxofaciens